# 36,6 TV
«36,6 TV» — український пізнавальний телеканал про здоровий спосіб життя та позитивне мислення. Входить до складу «Film.UA Group».

## Опис
Телеканал розпочав своє мовлення 16 листопада 2018 року.
У грудні того ж року стало відомо, що дистриб'ютором телеканалу є «1+1 Media Distribution».
Телеканал веде мовлення у форматі високої чіткості (HD).
27 липня 2023 року Національна рада України з питань телебачення і радіомовлення змінила технологію мовлення з супутникового на OTT/IPTV.

## Програми каналу
- До 36 і більше
- MAMONTov
- Territory of yoga
- Be happy
- ЗдороВО
- Реальний секс з Юлією Гайворонською
- Family is…
- Самопочуття від А до Я
- Те, що ми їмо
- Генезис здоров'я
- Будь у тонусі!
- Доктор К
- Тренування з Джеффом Халеві
- Інгредієнти
- Що для вас корисно
- Обери себе
- Школа Доктора Комаровського
- Уля і Юля
- Альтернативна медицина
- Dr. Silina. Все про тебе
- Місія прибирання
- Репродуктивна медицина
- Вітамін Є
- Самомасаж